# Cyperus grandisimplex
Cyperus grandisimplex är en halvgräsart som beskrevs av Charles Baron Clarke. Cyperus grandisimplex ingår i släktet papyrusar, och familjen halvgräs. Inga underarter finns listade i Catalogue of Life.